# Арктик-Университет
«А́рктик-Университе́т» — женский хоккейный клуб из Ухты, республика Коми.

## История
Команда была образована 3 сентября 2012 года при поддержке предпринимателя и спортсмена С. И. Егорова и Ухтинского государственного технического университета.
Летом 2018 года команда переехала в Санкт-Петербург и получила название СК «Горный».

## Статистика
| Сезон   | Место | И  | В | ВО | ВБ | ПБ | ПО | П  | ЗШ | ПШ  | О  |
| ------- | ----- | -- | - | -- | -- | -- | -- | -- | -- | --- | -- |
| 2012/13 | 8     | 48 | 7 | 1  | 1  | 1  | 1  | 37 | 77 | 261 | 27 |

Примечание: И — количество игр, В — выигрыши в основное время, ВО — выигрыши в овертайме, ВБ — выигрыши по буллитам, ПБ — поражения по буллитам, ПО — поражения в овертайме, П — поражения в основное время, ЗШ — забито шайб, ПШ — пропущено шайб, О — очки.